# Cinquième circonscription de la préfecture de Fukushima
La cinquième circonscription de la préfecture de Fukushima (福島県第5区, Fukushima-ken dai-go-ku) est une ancienne circonscription législative de la préfecture de Fukushima au Japon.

## Description géographique
La cinquième circonscription de la préfecture de Fukushima regroupait la ville d'Iwaki et le district de Futaba.

## Députés
| Législature | Début de mandat | Fin de mandat | Député élu         | Parti politique | Parti politique |
| ----------- | --------------- | ------------- | ------------------ | --------------- | --------------- |
| 41e         | 1996            | 2000          | Gōji Sakamoto (ja) |                 | Shinshintō      |
| 42e         | 2000            | 2003          | Masayoshi Yoshino  |                 | PLD             |
| 43e         | 2003            | 2005          | Gōji Sakamoto      |                 | PLD             |
| 44e         | 2005            | 2009          | Masayoshi Yoshino  |                 | PLD             |
| 45e         | 2009            | 2012          | Izumi Yoshida (ja) |                 | PDJ             |
| 46e         | 2012            | 2014          | Gōji Sakamoto      |                 | PLD             |
| 47e         | 2014            | 2017          | Masayoshi Yoshino  |                 | PLD             |
| 48e         | 2017            | 2021          | Masayoshi Yoshino  |                 | PLD             |
| 49e         | 2021            | 2024          | Masayoshi Yoshino  |                 | PLD             |